# Urania (Agon)
Urania (altgriechisch Οὐρανία) war im antiken Griechenland ein Agon zu Ehren des Zeus Uranios, der in Sparta begangen wurde.
Bei den Urania handelte es sich um gymnische und wahrscheinlich auch um musische Agone. Herodot berichtet im 5. Jahrhundert v. Chr. davon, dass das Priesteramt für Zeus Uranios von den spartanischen Königen ausgeübt wurde. Der Agon selbst ist erst durch Inschriften aus der römischen Kaiserzeit bezeugt. Als Ämter sind hier neben dem Priester ein Agonothet (Kampfrichter) und ein Panegyriarch, der Vorträger eines Panegyrikos, belegt.